# Lijst van nummer 1-hits in de Verrukkelijke 15 in 2024
Deze nummers stonden in 2024 op nummer 1 in de Verrukkelijke 15.
| Nummer | Datum        | Artiest                    | Titel                      |
| ------ | ------------ | -------------------------- | -------------------------- |
| 221    | 7 januari    | Son Mieux                  | Tonight                    |
|        | 14 januari   | Son Mieux                  | Tonight                    |
|        | 21 januari   | Son Mieux                  | Tonight                    |
|        | 28 januari   | Son Mieux                  | Tonight                    |
| 222    | 4 februari   | Hiigo                      | Tankstation                |
|        | 11 februari  | Hiigo                      | Tankstation                |
|        | 18 februari  | Hiigo                      | Tankstation                |
|        | 25 februari  | Hiigo                      | Tankstation                |
|        | 3 maart      | Hiigo                      | Tankstation                |
| 223    | 10 maart     | Voltage                    | Leave It All Behind        |
|        | 17 maart     | Voltage                    | Leave It All Behind        |
|        | 24 maart     | Voltage                    | Leave It All Behind        |
|        | 31 maart     | Voltage                    | Leave It All Behind        |
| 224    | 7 april      | DI-RECT                    | Sphinx                     |
|        | 14 april     | DI-RECT                    | Sphinx                     |
| 225    | 21 april     | Jack Jarryd                | Still Love                 |
|        | 28 april     | Jack Jarryd                | Still Love                 |
| 226    | 5 mei        | Hozier                     | Too Sweet                  |
|        | 12 mei       | Hozier                     | Too Sweet                  |
| 227    | 19 mei       | Joost                      | Europapa                   |
|        | 26 mei       | Joost                      | Europapa                   |
| 228    | 2 juni       | Haevn                      | Promise                    |
|        | 9 juni       | Haevn                      | Promise                    |
| 229    | 16 juni      | Blaudzun                   | Shades                     |
|        | 23 juni      | Blaudzun                   | Shades                     |
| 230    | 30 juni      | Chris Stapleton & Dua Lipa | Think I'm in Love with You |
|        | 7 juli       | Chris Stapleton & Dua Lipa | Think I'm in Love with You |
|        | 14 juli      | Chris Stapleton & Dua Lipa | Think I'm in Love with You |
| 231    | 21 juli      | DI-RECT                    | Wastelands                 |
| 232    | 28 juli      | Michael Kiwanuka           | Floating Parade            |
|        | 4 augustus   | Michael Kiwanuka           | Floating Parade            |
|        | 11 augustus  | Michael Kiwanuka           | Floating Parade            |
|        | 28 augustus  | Michael Kiwanuka           | Floating Parade            |
|        | 25 augustus  | Michael Kiwanuka           | Floating Parade            |
| 233    | 1 september  | Eddie Vedder               | Save It For Later          |
|        | 8 september  | Eddie Vedder               | Save It For Later          |
|        | 15 september | Eddie Vedder               | Save It For Later          |
|        | 22 september | Eddie Vedder               | Save It For Later          |
|        | 29 september | Eddie Vedder               | Save It For Later          |
| 234    | 6 oktober    | Fontaines D.C.             | In The Modern World        |
|        | 13 oktober   | Fontaines D.C.             | In The Modern World        |
| 235    | 20 oktober   | The Cure                   | Alone                      |
|        | 27 oktober   | The Cure                   | Alone                      |
|        | 3 november   | The Cure                   | Alone                      |
|        | 10 november  | The Cure                   | Alone                      |
|        | 17 november  | The Cure                   | Alone                      |
| 236    | 24 november  | The Cure                   | A Fragile Thing            |
|        | 1 december   | The Cure                   | A Fragile Thing            |
|        | 8 december   | The Cure                   | A Fragile Thing            |